# Černá Pole
Černá Pole (německy Schwarzfeld, v hantecu Blekfild) jsou městská čtvrť severně od centra statutárního města Brna. Její katastrální území má rozlohu 2,46 km². Území pozdějších Černých Polí bylo k Brnu připojeno postupně po částech v letech 1850, 1912 a 1919. Černá Pole jsou od 24. listopadu 1990 rozdělena mezi samosprávné městské části Brno-sever (většina území), Brno-střed (jihozápadní část s parkem Lužánky) a Brno-Královo Pole (malá část na severozápadě). Žije zde přes 20 000 obyvatel.

## Charakteristika čtvrti
Ve čtvrti převažují hlavně dvou- a vícepatrové činžovní domy. Vedle činžovních domů zde však najdeme také panelové domy, rodinné domy či úhledné vily. V prakticky všech blocích se zde nalézá také relativní dostatek zeleně, což zvyšuje kvalitu bydlení v této čtvrti. Relativně samostatný komplex představuje rodinná zástavba Štefánikovy čtvrtě nacházející se na severovýchodě katastru Černých Polí. Plně urbanisticky samostatnou část představuje rovněž zástavba někdejší čtvrtě Lužánky, v níž se zde nalézá také největší a nejvýznamnější brněnský park Lužánky. Dalším významným parkem na území Černých Polí jsou Schreberovy zahrádky. Osu Černých Polí představuje Merhautova ulice, která patří s ulicemi Provazníkovou a Drobného k nejdůležitějším dopravním tepnám čtvrti.

## Obyvatelstvo
| 1961   | 1970   | 1980   | 1991   | 2001   | 2011   | 2021   |
| ------ | ------ | ------ | ------ | ------ | ------ | ------ |
| 44 792 | 34 235 | 28 142 | 23 627 | 21 591 | 20 077 | 20 412 |

## Historický přehled
Podle barvy půdy se nazývalo toto území Černá pole, později shodně s dnešním názvem Černá Pole. Velice rád se tu procházel spisovatel, novinář a divadelní kritik Josef Merhaut (* 1863), který svou sbírku sociálních povídek nazval „Černá Pole“.
Pomineme-li zástavbu ulic Lidická (vznikající již od 13. století) a okolí třídy Kapitána Jaroše a náměstí 28. října (které tvoří z urbanistického hlediska samostatný celek), vznikala zástavba obytné čtvrti na náhorní plošině nad Lužánkami až od 60. let 19. století, přičemž zdejší dětská nemocnice byla otevřena již roku 1898. Do té doby byla tato část Černých Polí, náležející dnes k městské části Brno-sever, zcela bez zástavby s mnoha sady a vinicemi. Území Černých Polí v té době náleželo několika katastrálním územím: nejzápadnější část, přibližně se shodující s částí, patřící od roku 1990 k městské části Brno-střed, tvořila součást k. ú. Velká Nová Ulice (po roce 1919 Velká Nová Ulice a Červená), východně od této části se pak nachází část, spadající tehdy do k. ú. Horní a Dolní Cejl, dále na východ se nachází část, patřící tehdy do k. ú. Zábrdovice (území ohraničené ulicemi Jugoslávskou a Mathonovou), severovýchod Černých Polí, zahrnující mimo jiné i dnešní Štefánikovu čtvrť s okolím, náležel ke k. ú. Husovice, zbytek katastru patřil ke Královu Poli, které zde původně mělo zajímavě tvarované výběžky, z nichž západní zasahoval na pozemky Mendelovy univerzity a východní představoval klín, zasahující ke Schreberovým zahrádkám.
Západní část Černých Polí byla připojena k Brnu již roku 1850, poté byly, roku 1912, připojeny k Brnu oba královopolské výběžky (avšak i nadále patřil sever katastru ke Královu Poli) a roku 1919 byly k Brnu připojeny také Husovice a Královo Pole se zbývajícími částmi moderních Černých Polí.
Od přelomu 19. a 20. století zde vznikala jedna z prvních brněnských vilových čtvrtí. Vytváření pokračovalo s rozkvětem v letech mezi oběma světovými válkami, kdy zde vznikla například vila Tugendhat, a dotvořena byla až v období tzv. socialistického realismu. Na zahušťování zástavby reagovaly úřady změnami katastrálních hranice na území Černých Polí - roku 1929 zde došlo ke změně hranic Horního a Dolního Cejlu, Husovic a Králova Pole, další změnou pak byla roku 1939 úprava hranice mezi k. ú. Horní a Dolní Cejl a k. ú. Velká Nová Ulice a Červená, na linii, shodnou s úsekem moderní hranice městských částí Brno-sever a Brno-střed, jenž probíhá liniemi ulic Drobného a Traubova.
V rámci reambulace Brna, spočívající mimo jiné v rozsáhlých změnách katastrálních území, na tomto území vzniká k 1. lednu 1970 nové katastrální území Černá Pole, jehož součástí se 1. července 1979 stala také východní část zrušeného katastrálního území Lužánky. Od roku 1971 do roku 1990 byl katastr Černých Polí spolu s východní částí tehdejšího katastrálního území Lužánky součástí městského obvodu Brno III.

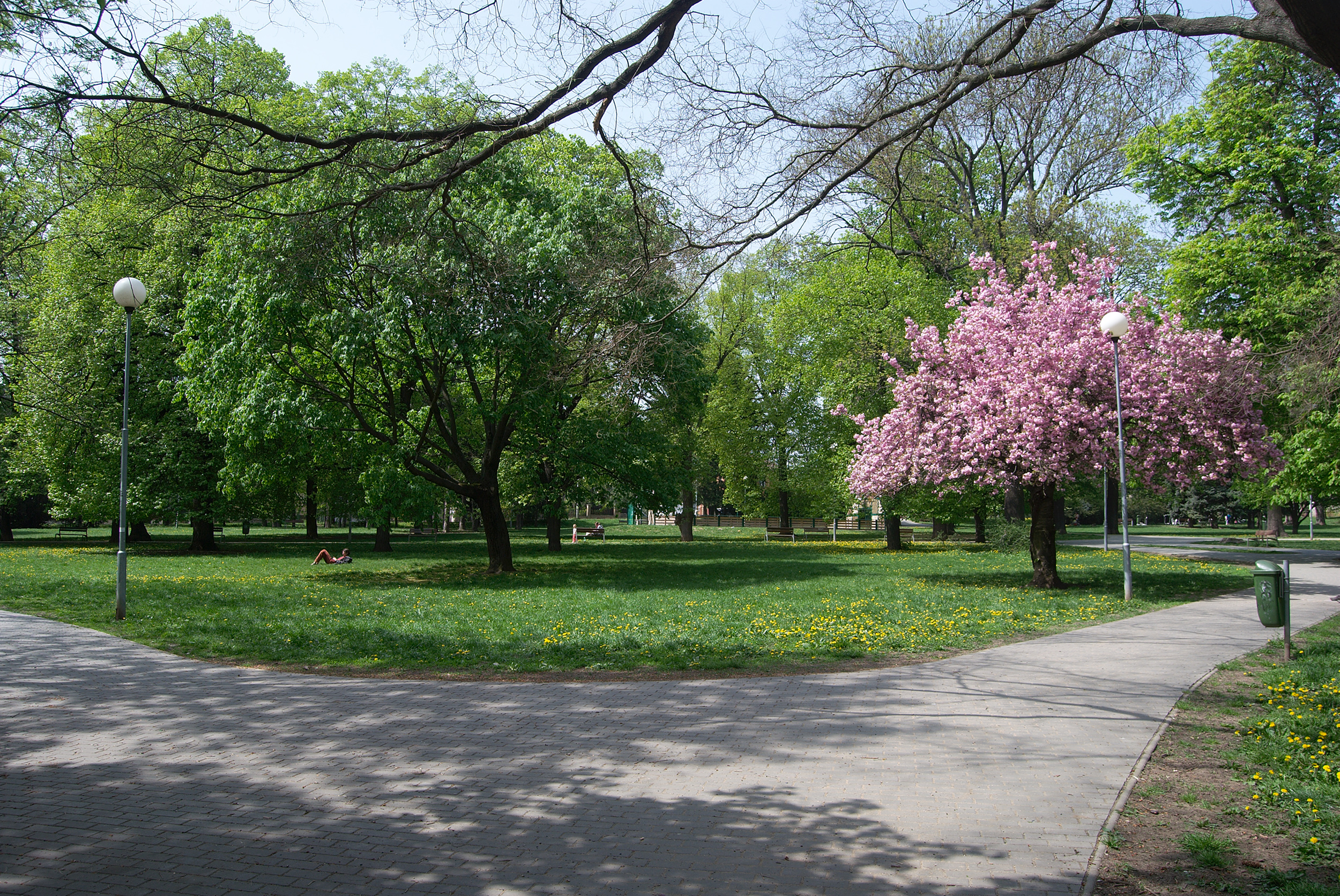
Schreberovy zahrádky

## Významné instituce v této městské čtvrti
- Mendelova univerzita v Brně
- Dětská nemocnice

## Památky
- Seznam kulturních památek v městské části Brno-sever (část území v městské části Brno-sever)
- Seznam kulturních památek v Černých Polích (Brno-střed) (část území v městské části Brno-střed)
- Seznam kulturních památek v Brně-Králově Poli (část území v městské části Brno-Královo Pole)